# Diospyros californica
Diospyros californica là một loài thực vật có hoa trong họ Thị. Loài này được (Brandegee) I.M.Johnst. mô tả khoa học đầu tiên năm 1924.